# Trioza dichroa
Trioza dichroa är en insektsart som beskrevs av Scott 1879. Trioza dichroa ingår i släktet Trioza och familjen spetsbladloppor.
Artens utbredningsområde är Iran. Inga underarter finns listade i Catalogue of Life.